# Cyril Raffaelli
Cyril Raffaelli (1 april 1974) is een Frans vechtsporter, acrobaat, stuntman en acteur.
Vanaf zijn zesde doet Raffaelli aan vechtsporten en op zijn veertiende begon hij lessen in acrobatiek te volgen in het circus. In zijn tienerjaren werd hij kampioen kungfu. Daarna ging hij aan de slag als stuntman en wilde uiteindelijk zelf acteur worden. Hij schopte het van stuntman tot stunt- en gevechtschoreograaf en kreeg steeds grotere rollen aangeboden. Raffaelli heeft veel gewerkt in en voor films van Luc Besson. In de actiefilm Banlieue 13 vertolkte hij de hoofdrol en op de set van deze film ontmoette hij David Belle. Beide heren zijn sindsdien goed bevriend.

## Filmografie
Aangezien Raffaelli in het verleden voornamelijk als tekstloze vechter werd gecast, werd hij niet altijd in de aftiteling vermeld. Hieronder een gedeeltelijke filmografie:
- Banlieue 13: Ultimatum (2009)
- The Incredible Hulk (2008) (gevechtschoreograaf)
- Die Hard 4.0 (2007)
- Banlieue 13 (2004)
- Michel Vaillant (2003)
- Astérix & Obélix: Mission Cléopatre (2002)
- Kiss of the Dragon (2001)
- Wasabi (2001)
- Yamakasi (2001)
- Mortel Transfert (2000)
- La Messagère : L'Histoire de Jeanne d'Arc (1999)
- Taxi 2 (1999)
- Ronin (1998)
- RPM (1998)
- Double Team (1997)